# Aleksejevskij distrikt (Moskva)

Aleksejevskijs läge i Moskva.

Aleksejevskij (ryska: Алексе́евский) är ett distrikt i Nordöstra förvaltningsområdet i Moskva. Det har en yta av 5,29 km², och hade 79 762 invånare i början av 2015.
Distriktet har sitt namn efter byn Aleksejovo, som låg här innan Moskva expanderade hit. Utställningsområdet Allryska utställningscentret (VVC/VDNH) med monumentalstatyn Arbetare och kolchoskvinna finns i distriktet.